# Charlotte Perrelli
Charlotte Perrelli, geboren als Charlotte Nilsson (Hovmantorp, 7 oktober 1974), is een Zweedse zangeres die in 1999 het Eurovisiesongfestival won met het liedje Take Me To Your Heaven. Intussen is ze getrouwd en heeft ze de naam van haar schoonmoeder 'Perrelli' aangenomen als artiestennaam.

## Biografie
In 2003 was ze samen met Lena Philipsson hosts voor Melodifestivalen 2003. Ze brachten toen samen een originele en pikante versie van Flickorna i Småland. In 2006 ging het gerucht rond dat ze opnieuw zou deelnemen aan de Zweedse voorronde Melodifestivalen, maar na het bekendmaken van de wildcards bleek dit onjuist te zijn. In 2008 was de diva echter wel opnieuw van de partij, en won de voorronde met het lied Hero. In de finale was ze de te kloppen kandidaat. De grootste concurrentie kreeg ze van Sanna Nielsen en BWO. Sanna Nielsen eindigde op een tweede plaats en had de meeste publieksstemmen. In de hitparade kwam Perrelli namelijk vanuit het niets op de eerste plaats terecht. Bij de televoters eindigde ze op de tweede plaats, maar bij 7 van de 11 regionale jury's kreeg ze het maximum; door de juryvoorsprong ging ze toch met de overwinning aan de haal en heeft ze Zweden opnieuw te vertegenwoordigen op het Eurovisiesongfestival 2008 in Belgrado. Ze was een van de grote favorieten om het Songfestival te winnen, ze werd zelf door de BBC als dé winnares getipt. Maar die voorspelling kreeg geen steun bij de televoting. Vanwege het feit dat alle Scandinavische landen in de finale zaten, kreeg Charlotte Perrelli maar enkel de kleine punten van haar buurlanden. In Malta was "Hero" erg populair, daarmee haalde ze ook de enige twaalf punten binnen dankzij Malta. Ze eindigde als 18e met 47 punten.
In 2012 deed ze nog een poging, maar het mocht niet baten. In de vierde halve finale strandde ze met haar nummer The Girl op de vijfde plaats, waardoor ze niet naar de landelijke finale mocht. In 2017 deed ze nogmaals met mee met de landelijke voorronde. Ze trad aan in de eerste halve finale, maar werd daar laatste. In 2021 deed ze voor de vijfde keer mee, en werd dit keer achtste in de finale met Still Young.

## Singles
| Single met eventuele hitnotering(en) in de Nederlandse Top 40 | Datum van verschijnen | Datum van binnenkomst | Hoogste positie | Aantal weken | Opmerkingen |
| ------------------------------------------------------------- | --------------------- | --------------------- | --------------- | ------------ | ----------- |
| Take me to your heaven                                        | 1999                  | 16-6-1999             | 21              | 4            |             |

| Single met hitnotering(en) in de Vlaamse Ultratop 50 | Datum van verschijnen | Datum van binnenkomst | Hoogste positie | Aantal weken | Opmerkingen |
| ---------------------------------------------------- | --------------------- | --------------------- | --------------- | ------------ | ----------- |
| Take me to your heaven                               | 1999                  | 12-06-1999            | 5               | 10           |             |